# 1914 en mathématiques
| Années des mathématiques : 1911 - 1912 - 1913 - 1914 - 1915 - 1916 - 1917    |
| Décennies des mathématiques : 1880 - 1890 - 1900 - 1910 - 1920 - 1930 - 1940 |

Cet article présente les faits marquants de l'année 1914 en mathématiques.

## Naissances
- 12 février : Hanna Neumann (morte 1971), mathématicienne germano-anglo-australienne.
- 15 mars : André Revuz (mort en 2008), mathématicien français.
- 18 mars : Richard Leibler (mort en 2003), mathématicien et cryptologue américain.
- 19 mars : Leonidas Alaoglu (mort en 1981), mathématicien canadien.
- 4 avril : Zdeněk Kopal (mort en 1993), astronome et mathématicien tchèque et américain.
- 11 avril : Dorothy Lewis Bernstein (morte en 1988), mathématicienne américaine.
- 13 avril : Manuel Sadosky (mort en 2005), mathématicien argentin.
- 13 mai : Antonia Ferrín Moreiras (morte en 2009), mathématicienne espagnole.
- 14 mai : Élisabeth Lutz (morte en 2008), mathématicienne française.
- 11 juin : Rufus Isaacs (mort en 1981), mathématicien américain.
- 16 juin : Warner Koiter (mort en 1997), mathématicien néerlandais.
- 29 juin : Christos Papakyriakopoulos (mort en 1976), mathématicien grec.
- 12 juillet : Jean Legras, mathématicien et informaticien français.
- 3 août : Mark Kac (mort en 1984), mathématicien américain d'origine polonaise.
- 13 août : Grace Bates (morte en 1996), mathématicienne américaine.
- 9 septembre : Marjorie Lee Browne (morte en 1979), mathématicienne américaine.
- 21 octobre : Martin Gardner (mort en 2010), écrivain américain sur les mathématiques et les jeux.
- 22 octobre : Jacques Feldbau (mort en 1945), mathématicien français.
- 8 novembre : George Dantzig (mort en 2005), mathématicien américain.
- 27 novembre : George William Whaples (mort en 1981), mathématicien américain.
- 6 décembre : Francine Faure (morte en 1979), mathématicienne française.
- 26 décembre : Richard Hubert Bruck (mort en 1991), mathématicien américain.

## Décès
- 16 avril : George William Hill (né en 1838), astronome et mathématicien américain.
- 7 mai : Jules Molk (né en 1857), mathématicien français.
- 12 mai : Charles Ruchonnet (né en 1832), mathématicien suisse.
- 3 août : Louis Couturat (né en 1868), philosophe, logicien et mathématicien français.
- 26 août : Jean Clairin (né en 1876), mathématicien français.
- 29 août : George Shoobridge Carr (né en 1837), mathématicien et joueur d'échecs britannique.
- 6 septembre : Werner Boy (né en 1879), mathématicien et physicien allemand.
- 3 octobre : René Gâteaux (né en 1889), mathématicien français.
- 15 octobre : Mildred Sanderson (née en 1889), mathématicienne américaine.
- 29 octobre : Giovanni Battista Guccia (né en 1855), mathématicien italien.